# Liste der Monuments historiques in Issenheim
Die Liste der Monuments historiques in Issenheim führt die Monuments historiques in der französischen Gemeinde Issenheim auf.

## Liste der Bauwerke
| Bezeichnung                | Beschreibung | Standort                    | Kennzeichnung | Schutzstatus   | Datum     | Bild           |
| -------------------------- | --- | --------------------------- | ------------- | -------------- | --------- | -------------- |
| Antoniterkloster Issenheim | Teile der Klosterpforte im Maison St-Michel, Ende des 15. Jahrhunderts; Hoffläche mit den Grundmauern der mittelalterlichen Kirche | 53 rue de Guebwiller (Lage) | PA00085468    | Inscrit Classé | 1988 1994 | weitere Bilder |
| Spinnerei Gast             | Büro- und Fabrikationsgebäude im Burgenstil, 1851                                                                                  | 9 rue de Cernay (Lage)      | PA68000043    | Inscrit        | 2005      | weitere Bilder |

## Liste der Objekte
| Bezeichnung                          | Beschreibung                                                    | Standort                      | Kennzeichnung | Schutzstatus | Datum | Bild |
| ------------------------------------ | --------------------------------------------------------------- | ----------------------------- | ------------- | ------------ | ----- | ---- |
| Skulptur Madonna mit Kind            | Holz, farbig gefasst, spätgotisch                               | in der Kirche St-André (Lage) | PM68001469    | Inscrit      | 1995  |      |
| Skulptur Heiliger Antonius der Große | Holz, farbig gefasst und vergoldet, Anfang des 16. Jahrhunderts | in der Kirche St-André (Lage) | PM68001472    | Inscrit      | 1995  |      |
| Monstranz                            | Silber vergoldet, 1732/33 von Frantz Ignaz Bertolt angefertigt  | in der Kirche St-André (Lage) | PM68001474    | Inscrit      | 1995  |      |
| Altarkreuz                           | Holz, Messing und Glas, 1720                                    | in der Kirche St-André (Lage) | PM68001468    | Inscrit      | 1995  |      |
| Glocke                               | Bronze, 1654 gegossen                                           | in der Kirche St-André (Lage) | PM68001473    | Inscrit      | 1995  |      |
| Pietà                                | Holz, farbig gefasst, 17. Jahrhundert                           | in der Kirche St-André (Lage) | PM68001471    | Inscrit      | 1995  |      |
| Skulptur Heilige Barbara             | Holz, farbig gefasst, spätgotisch                               | in der Kirche St-André (Lage) | PM68001470    | Inscrit      | 1995  |      |